# André Raffray
Pour les articles homonymes, voir Raffray.
André Raffray, né le 18 juillet 1925 à Nonancourt et mort le 6 janvier 2010 à Paris, est un artiste graphique français.

## Biographie et œuvre
Il apprend le dessin d'abord par correspondance à l'École ABC de dessin, puis se forme auprès d'André Rigal, dessinateur de bande dessinée spécialisé dans le cinégraphisme[Quoi ?], qui lui apprend la maîtrise du dessin animé. En 1946 il s'installe à Paris et intègre son atelier. Raffray s'est essayé à de nombreuses techniques : mine de plomb, fusain, sanguine, encre de Chine, mais son domaine de prédilection reste le crayon de couleur et la gouache.
En 1953, André Raffray entre au « service animation » de la société Gaumont, il en deviendra d'ailleurs le responsable jusqu'en 1982.
Il réalise le générique mais également les prologues des épisodes du feuilleton Les Brigades du Tigre, grand succès de la télévision française entre 1970 et 1980. Pour chaque épisode il produit plusieurs gouaches qui sont ensuite filmées et sur lesquelles une voix off pose les bases du récit qui va suivre.
Dans les dessins qu'il réalise pour la série, Raffray fait de véritables reconstitutions historiques et restitue les décors du début du siècle (1900-1920). Chacune est conçue comme une scène cinématographique reprenant le format trois-quarts du cinéma. Chaque scène est le résultat d'une recherche historique de la part de l'artiste qui souhaite retracer la vie quotidienne et réelle de ces années-là. André Raffray était un peintre très précis, son grand sens du détail et de l'histoire lui vaut d'être réétudiée à l'heure actuelle comme une contribution importante.
André Raffray s'inspire des œuvres de grands peintres comme Paul Cézanne ou Piet Mondrian et fut un grand admirateur de Marcel Duchamp. Entre 1975 et 1976, il réalise douze gouaches intitulées La Vie illustrée de Marcel Duchamp, présentées par Jean Clair dans l'exposition inaugurale du Centre Georges Pompidou. Ces commandes étaient destinées à faire partie de la scénographie de l'exposition, conçues comme des tableaux rétro-éclairés, ou des caissons lumineux, elles constituaient un décor autour duquel se déployait l'exposition.
En 1977-78 il illustre l'Encyclopédie audiovisuelle du cinéma de Claude-Jean Philippe.
En 1981 il expose à nouveau au Centre Pompidou dix toiles de la série « Paysages recommencés » inspirés par des artistes comme John Constable, Gustave Courbet, Piet Mondrian, Georges Seurat, Paul Gaugin ou encore Vincent Van Gogh. Il s'inspire de ces maîtres, reproduit leurs œuvres, et va jusque sur les lieux de la réalisation du tableau, afin de recréer l'œuvre avec plus d'objectivité. Il se met à la place du maître et adopte son point de vue mais les peint à sa manière. Il intitule cette série les peintures « recommencées ». Il réalise ces toiles au crayon de couleur ou à la peinture à l'huile et les expose au Centre Pompidou accompagnées des toiles des maîtres dont il avait obtenu le prêt.
« Mais à côté de ce travail d'imagination, Raffray se lance dans une aventure qui se révèlera vertigineuse, absorbant toute sa vie et produisant un effet décapant sur notre conception de la création artistique : il entreprend de recommencer les paysages peints par les maîtres qu'il admire. Retrouvant le site, le moment, la lumière, la saison, au prix de longs voyages et de recherches acharnées, il crée son propre paysage, peignant d'après sa photographie du site une vision d'une ambiguïté stupéfiante, qui contient à la fois la réalité observée et le tableau de Monet, Constable, Seurat, Van Gogh... ».
André Raffray avec cette série de « recommencées » fait partie des appropriationistes tardifs. Il reproduit par exemple la Montagne Sainte-Victoire de Paul Cézanne (1977-78), Etretat, Soleil couchant de Claude Monet (1980-81) ou encore l'Eglise de Collioure d'après Henri Matisse. Plus tard il crée des diptyques de paysages, dans lesquels il reproduit une copie de l'œuvre puis il réalise sa propre vision du site. Il accroche ces tableaux en confrontation, comme par exemple l'Eglise de Domburg de Piet Mondrian (1985) Notre Dame de Paris, d'après Henri Matisse (1985) ou encore les falaises de Pourville d'Eugène Delacroix (1984).
André Raffray ne retrouve pas toujours le paysage peint par les maîtres qu'il copie dans le même état que celui de l'œuvre, ils se sont parfois transformés. Ces frustrations l'ont conduit à réaliser des paysages déchirés :
« Parfois, dans mes recherches, j'avais été frustré de ne pouvoir utiliser certains sites fameux, dont une partie avait hélas disparu. C'était le cas, notamment, pour les vues de Georges Seurat à Port-en-Bessin. L'idée me vint de les « reconstituer », en combinant crayons de couleur et photo. Je dessinais d'après la peinture la partie disparue et lui adjoignais, en la déchirant à la demande, une photo de la partie toujours existante, celle qu'avait connue Seurat. L'extrême fidélité du peintre à son sujet permettait que s'ajustent exactement les deux éléments. »
André Raffray a également reproduit des autoportraits de maîtres, pour ce faire, il chercha dans les librairies et bibliothèques une photographie de l'autoportrait, ou une image reprenant la posture de l'artiste au même âge.
Sa méthode et son processus créatif est souvent le même : il réalise une photographie du tableau qu'il souhaite réaliser, après avoir sélectionné ses diapositives il les projette sur une toile. Grâce à cette projection il définit le cadrage, note les détails de la composition mais également les variations de tons et la densité des teintes. Il réalise ensuite sa toile le plus souvent aux crayons de couleurs dans une représentation quasi photographique donnant une illusion du réel.
En 2005, une exposition rétrospective lui est consacrée au musée des beaux-arts de Rouen intitulée « André Raffray ou la peinture recommencée ».
En 2012, la galerie Semiose réalise une exposition des dessins qu'André Raffray a réalisé pour Les bridages du Tigre.

## Expositions personnelles
- 2013 : Les brigades du Tigre, Musée des Beaux-Arts de Libourne
- 2012 : Les brigades du Tigre, Semiose galerie, Paris
- 2009 : Les brigades du Tigre, Villa Tamaris, La Seyne sur Mer
- 2008 : Galerie Beaubourg, Paris
- 2007 : Diptyques d'autoportraits, Galerie Beaubourg, Paris
- 2007 : André Raffray ou la peinture recommencée, Saint-Brieuc/Rouen
- 2007 : Brooklyn Bridge, Achim Moeller Fine Art, New York
- 2001 : André Raffray. Un musée imaginaire, Galerie Beaubourg, Vence
- 2000 : André Raffray. Hommage à l'art, Achim Moeller Fine Art, New York
- 1999 : André Raffray, Éloge des autres, Galerie Baudoin Lebon, Paris
- 1999 : André Raffray, Lob den anderen, Kunst und Ausstellungshalle der Bundesrepublik Deutschland, Bonn
- 1996-1998 : André Raffray, Rudiments d'un musée possible, MAMCO, Genève
- 1978 : Galerie Godula Buchholtz, Munich
- 1977 : La vie de Marcel Duchamp, Musée de Brest, Brest

## Expositions collectives
- 2016 : Le rêve, cur: Christine Poullain et Guillaume Theulière, Centre Georges, Musée Cantini - Marseille
- 2015 : Tableaux, conversations sur la peinture, Frac Limousin, Limoges
- 2014 : Mécaniques du dessin, Frac Artothèque du Limousin
- 2014 : Cet obscur objet du désir, Musée Gustave Courbet, Ornans
- 2013 : Ulysses, l'autre mer, cur: Marcel Dinahet, Jean-Marc Huitorel, Catherine Elka, Frac Bretagne, Châteaugiron
- 2013 : Donation Florence et Daniel Guerlain, Dessin contemporains , cur: Jonas Storsve, Centre Georges Pompidou, Paris
- 2013 : Ni bois pour construction, ni stères d'allumettes, cur: Morgane Fourey, Maison des Arts de Grand-Quevilly
- 2013 : Kilometres/Heure, Utopies automobiles et ferroviaires (1913-2013), Tour 46, Belfort / Musée du château des ducs du Wurtemberg - Montbéliard
- 2012 : Je est un autre, Semiose galerie, Paris
- 2011 : Collector, œuvres du FNAC, Tripostal, Lille
- 2011 : L'avenir du paysage, Semiose galerie, Paris
- 2010 : Chefs-d'œuvre, Centre Georges Pompidou, Metz
- 2009 : Les plus grands artistes du XXe arrondissement de Paris, Semiose galerie, Paris
- 2007 : Photo Peintres, F.R.A.C. Limousin, Limoges
- 2006 : Chauffe Marcel, Carré d'art de Montpellier, Montpellier
- 2006 : Le Douanier Rousseau, jungles à Paris, Galeries Nationales du Grand Palais, Paris
- 2004 : Rivages, organisé par le F.R.A.C. Bretagne, Saint-Brieuc
- 2004 : Dix-sept artistes à dix-sept ans, Musée Rimbaud, Charleville Mézières
- 2003 : Une collection de chefs-d'œuvre, F.R.A.C. Limousin, Limoges
- 2003 : The recurrent hanting ghost, Francis Naumann Fine Art, New York
- 2001 : Comme à la maison, Galerie Beaubourg, Vence
- 2000 : Fabrice Hybert, Les Loisirs, Galerie Beaubourg, Vence
- 1993 : Sehsucht, Kunst und Austellungshalle der Bundesrepublik, Deutschland, Bonn
- 1993 : Marcel Duchamp, Palazzo Grassi, Venise
- 1988 : Le Territoire de l'art, Musée d'État Russe, St Petersbourg
- 1984-1988 : Musée des Arts Décoratifs, Paris
- 1986-1987 : Effecto Archimboldo, Palazzo Grassi, Venise
- 1975-1976 : Exposition inaugurale du Musée National d'art Moderne, Centre Georges Pompidou, Paris

## Collections publiques
- Centre Georges Pompidou, Musée National d'Art Moderne, Paris
- Israel Museum, Jerusalem
- Centre National des Arts Plastiques (CNAP), Paris
- FRAC Limousin, Limoges
- FRAC Bretagne, Rennes
- FRAC Languedoc-Roussillon, Montpellier
- Musée des Beaux-Arts de Rouen
- Musée des Beaux-Arts de Libourne
- Musée des Beaux-Arts de Dole
- Musée des Beaux-Arts de Brest, Pennavouez en Saint-Nic, 1975, huile sur toile
- Collection Château d'Oiron
- Collection Académie de Muséologie Évocatoire
- collection du MACVAL